# Laurel (Montana)

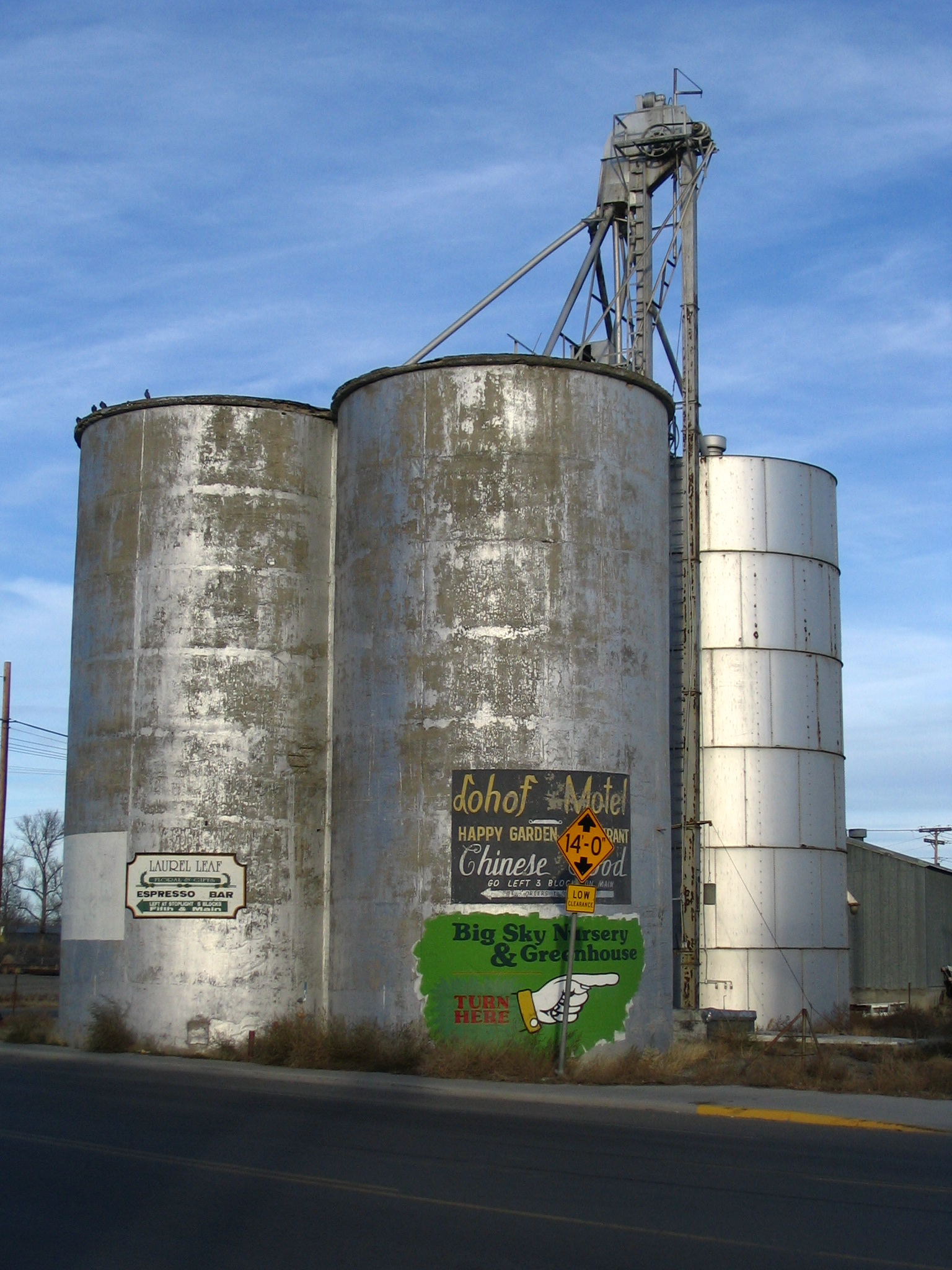
Silo při vstupu do města

Laurel je město ve Spojených státech amerických, v jižní Montaně. Je součástí Yellowstone County, má rozlohu 4,9 km² a žije zde 6255 obyvatel (2005). Je součástí metropolitní oblasti Billings, od kterého je vzdáleno 10 km na jihozápad.
Laurel se nachází na východním okraji Skalistých hor, mezi masivy Býčích hor na severu, Cayuských vrchů na severozápadě a Pryorských hor na jihu, v údolí řeky Yellowstone.